# Vera Obradović
Vera Obradović (Beograd, 1966) jugoslovenska i srpska je koreografkinja i redovna profesorka Fakulteta umetnosti Univerziteta u Prištini (sa privremenim sedištem u Kosovskoj Mitrovici), gde na Odseku dramskih umetnosti, na Katedri za glumu predaje Scenske igre i Koreodramu.

## Biografija
Vera Obradović-Ljubinković je rođena 1966. u Beogradu. Osnovne studije završila je na Filozofskom fakultetu Univerziteta u Beogradu, magistrirala na Univerzitetu umetnosti u Beogradu, dokotorirala na Univerzitetu u Novom Sadu na Centru za rodne studije na ACIMSI, pod mentortsvom Svenka Savić sa radom Koreodrama u Srbiji u 20. i 21. veku: rodna perspektiva.
Igrala je kao solistkinja u grupi Beogradski savremeni balet Smiljane Mandukić. Početkom 90-tih osnovala je i vodila vlastitu trupu savremene igre: "XXI pokret”.
Koreografsko i pedagoško iskustvo dopunila je dvogodišnjim školovanjem na Fakultetu fizičke kulture u Novom Sadu, odsek Moderna-džez igra (u klasi Ljiljane Mišić).
Osvojila je značajne nagrade za koreografiju: na IV Jugoslovenskom baletskom takmičenju (1988) u Srpskom narodnom pozorištu u Novom Sadu za koreografski debi na Mocartov Rekvijem; na Festivalu koreografskih minijatura u organizaciji Udruženja baletskih umetnika Srbije, u Narodnom pozorištu u Beogradu za „Posvećenje proleća” Igora Stravinskog (1998).
U kontinuitetu sarađuje u domaćim najznačajnijim pozorištima za scenski pokret, režiju i koreografiju za brojne predstave, a stvara i autorske koreodrame. Učestvuje na domaćim i internacionalnim stručnim i naučnim skupovima. Objavljuje stručne tekstove u Zbornicima Matice srpske, Fakulteta dramskih umetnosti, Instituta za književnost i umetnost, Estetičkog društva Srbije, Moskovske državne koreografske akademije i Akademije ruskog baleta „Vaganova” itd.
Obradović je objavila knjige: Koreodrama u Srbiji u 20. i 21. veku: rodna perspektiva 2016. godine, koja predstavlja deo doktorske teze, i dvojezičnu monografiju Maga Magazinović: moderna igra umesto doktorata iz filozofije / Maga Magazinović: modern dance instead of a doctorate in philosophy  2019.
Bavi se pozorišnom i baletskom kritikom i to na Trećem Programu Radio Beograda i u njihovim publikacijama. Članica je Udruženja baletskih umetnika Srbije i članica Međunarodnog saveta za igru Cid Unesco.
Sa Svenkom Savić pisala je predlog Pošti Srbije za znamenite žene na markama iz domena umetničke igre: Maga Magazinović, Smiljana Mandukić, Dušanka Sifnios i Jovanke Bjegojević.
Autorka je Festivala scenskog pokreta i koreodrame.

## Koreografski rad
1988 -  Requiem (muzika: W. A. Mozart) – Srpsko Narodno pozorište u Novom Sadu, IV Jugoslovensko baletsko takmičenje
1990 – Pierrot Lunaire (muzika: A. Shoenberg) ulazi u uži izbor za nagradu na festivalu Video Dance u Parizu, CID UNESCO
1990/91 –  Unutarnji nemir, muzika Ruichi Sakamoto, učešće na Dance Screen Internacionalnom video festivalu u Beču
1993 –  Strah, muzika Nebojša Jovan Živković, učešće na Coreografo Elettronico Internacionalnom video festivalu u Napulju
1993 –  Iza vrata, autorska koreodramska predstava u saradnji sa akademskim slikarom, Nikolom Žigonom, Dom kulture Studentski grad, učešće na festivalu Malo Sterijino pozorje u Novom Sadu i na Internacionalnom video festivalu u Lionu
1993 – Misssa coronationalis (muzika F. Liszt), Kruševačko pozorište
1993 – Triptih – autorska koreodramska predstava, Atelje 212, Beograd
1993 – Ko se šunja iza žbunja, mjuzikl (muzika Voki Kostić), reditelj Zoran Ratković, Narodno pozorište Sombor
1994 – Fiškal Galantom, drama, režija Dušan Petrović, Narodno pozorište Sombor
1996  – Eros za stolom, autorska koreodramska predstava, Studentski kulturni centar, Beograd, izvedena na festivalu Mermer i zvuci u Aranđelovcu i na Festivalu savremenog scenskog pokreta u Novom Sadu
1997 –  Salvador, autorska koreodrama inspirisana Salvadorom Dalijem, Studentski kulturni centar, Beograd
1998 – Posvećenje proleća (muzika I. Stravinsky), Festival koreografskih minijatura, Narodno pozorište Beograd i Evropski pozorišni pokreti u Crnogorskom narodnom pozorištu, Podgorica
1999 – Kas preko bodenskog jezera, drama, režija: Duško Anđić, KPGT, Beograd
1999  – Ples na praznik Lunase, drama, režija: Ninoslav Šćepanović, Narodno pozorište Subotica
2001 – Bogojavljenska noć, drama, režija: Zoran Ratković, Narodno pozorište Sombor
2002 – Novi stanar, Festival koreografskih minijatura, Narodno pozorište Beograd
2002 – Ljubav, drama, režija: Ana Zdravković, Bitef teatar Beograd
2003 –  Svašta k’o u snu,  Festival koreografskih minijatura, Narodno pozorište u Beogradu
2003/4 – Bal, autorska koreodrama, Kult teatar Beograd
2004. – Miloš Veliki, drama, režija: Nebojša Bradić, Knjaževsko-srpski teatar „Joakim Vujić“, Kragujevac
2004 – Ptičice, drama, režija: Robert Raponja, Narodno pozorište Subotica
2005 –  Graditelj Solnes, drama, režija: Dušan Petrović, Narodno pozorište „Toša Jovanović“, Zrenjanin
2005 –  Pokretna ravnoteža, produkcija Zdravo da ste, Mostar, Kongres CID UNESCO u  Ohridu i festivali: Bitola otvoren grad i 39. Bitef polifonija Beograd
2005 –  Leons i Lena, drama, režija: Dušan Petrović, Narodno pozorište Subotica
2006 –  Hrabri krojač, predstava za decu, režija: Ana Zdravković, Pozorištance Puž, Beograd
2006 –  Njujorški šešir Meri Pikford, autorska koreodramska predstava, Studentski kulturni centar Beograd
2006 – San na vrelom kamenju, koreografija izvedena na Kongresu u Atini CID UNESCO
2006 –  Rasprave, drama, režija: S. Kilibarda, Srpsko narodno pozorište, Novi Sad
2007 –  Nada iz ormara, drama, režija: J. Bogavac, Zvezdara Teatar, Beograd
2007 –  Hodnik, drama, režija: Boško Dimitrijević, Zvezdara Teatar, Beograd
2007 –  Razigrana igra,  Zdravo da ste, Bitef polifonija, Beograd
2007 –  Pigmalion, drama, režija: Boško Dimitrijević, Narodno pozorište Pirot
2008 –  Čorba od kanarinca, drama, režija: Boško Dimitrijević, Narodno pozorište Užice
2008 –  Dva pigmaliona i narcis (Slika Dorijana Greja), autorska koreodramska predstava,(muzika: Branka Popović), Dom kulture Studentski grad, Beograd
2009 –  Popodne jednog Fauna, autorska koreodramska predstava, Ustanova kulture „Vuk Karadžić“, sa kojom učestvuje 2010. godine na Festivalu na Kipru, u gradskim pozorištima u Larnaki i Limasolu
2009 – Varijacije na temu divljih pataka, drama, režija: J. Bogavac, Dom omladine Pančevo i Bitef teatar
2009 –  Metamorfoze, režija: Milica Kralj, Sirmium, Sremska Mitrovica
2010. –  Rekvijem, drama, režija: Milica Kralj, Beogradsko dramsko pozorište
2010 –  Kabare emigranti, autorska koreodramska predstava, Kult teatar, Beograd
2010 –  Zbogom Žohari, drama, režija: S. Kilibarda, Narodno pozorište Toša Jovanović, Zrenjanin
2010 – Ludi od ljubavi, drama, režija: Katarina Vražalić, Zvezdara Teatar, Beograd
2011 – Hasanaginica, drama, režija: Andrijana Videnović, Regionalno pozorište u Novom Pazaru
2011 –  Poslednja plovidba Rige od Fere, drama, režija: Nebojša Bradić, Dunav Fest, Beograd
2011 –  Veliki školski čas - Kad nevine duše odlaze, manifestacija Kragujevački oktobar, režija: Andrijana Videnović, Kragujevac
2011 –  Noć u kafani Titanik, drama, režija: Nebojša Bradić, Knjaževsko-srpski teatar „Joakim Vujić“, Kragujevac
2012 –  Jedan čovek dvojica gazda, muzička komedija, režija: Nebojša Bradić, Knjaževsko-srpski teatar „Joakim Vujić“, Kragujevac
2012 –  Važne stvari, predstava za decu, režija: S. Kilibarda, Narodno pozorište „Toša Jovanović“, Zrenjanin
2012 –  Petrograd, postavila je režiju i koreografiju za operu Branke Popović, Dom Omladine Beograd
2012 –  Veliki školski čas, manifestacija Kragujevački oktobar, režija: Boško Dimitrijević, Kragujevac
2012 –  Rebeka, mjuzikl, režija: Nebojša Bradić, Opera Madlenianum, Beograd
2013 –  Mladi Staljin, drama, režija: Nebojša Bradić, Narodno pozorište Šabac
2013 – Ubiti pticu rugalicu, drama, režija: Nebojša Bradić, Knjaževsko-srpski teatar „Joakim Vujić“, Kragujevac
2013 –  Dva toreadora, dve Karmen i gavran, koreografija za Svečanu akademiju povodom 40 godina Fakulteta umetnosti u Kosovskoj Mitrovici
2014 –  Rođendan gospodina Nušića, drama, režija: Nebojša Bradić, Zvezdara Teatar Beograd
2014 –  Prevaranti u suknji, komedija, Knjaževsko-srpski teatar „Joakim Vujić“, Kragujevac
2015 –  Čarobnjak iz Oza, predstava za decu, režija: Miško Dinulović, Kraljevačko pozorište, proglašena za najbolju prestavu u celini na festivalu „Mali Joakim“ u Šapcu
2015 –  Valjevska bolnica, drama, režija: Slavenko Saletović, Kruševačko pozorište
2015 – Studentska igra, koreografija za Svečanu akademiju povodom 55 godina Filozofskog fakulteta u Kosovskoj Mitrovici, režija: Andrijana Videnović
2016 – Play Servantes, komedija, režija: Nebojša Bradić, Antika fest, Zaječar, Zvezdara teatar
2016 – Jadi mladog Vertera, koreodrama, koncept, režija, koreografija: Vera Obradović, igra: Stefan Milikić, DKSG, Beograd
2017 – Ljubičasta bajka, režija: Miško Dinulović, Kraljevačko pozorište
2017 – Telo Slika Prostor, autorska koreodramska multimedijalna predstava, Dom kulture Studentski grad, Beograd
2018 – Limunacija, režija: Nebojša Bradić, tekst: Duško Kovačević, Narodno pozorište Niš
2019  – Pinokio kakvog još niste videli, režija: Miško Dinulović, Kraljevačko pozorište
2019  –  Novi stanar, (muzika: Milan Sv. Đurđević) autorska koreodramska multimedijalna predstava, Dom kulture Studentski grad

## Bibliografija
- Smiljana Mandukić - ličnost Srpkinje iz Beča, Zbornik Matice srpske za scenske umetnosti i muziku 28-29, Novi Sad, 2003. str. 157-160.
- Beogradski festival igre, Treći program, časopis Radio Beograda 119, Beograd, 2003. str. 15-20. (u koautorstvu sa Draganom Martinović)
- Obnova antičkog dijaloga ili Estetika operske režije Radoslava Lazića, Zbornik Matice srpske za scenske umetnosti i muziku 30-31, Novi Sad, 2004. str. 97-101.
- Igra za Vuka i/ili Andrićeve refleksije o igri, Zbornik Instituta za kniževnost i umetnost "Andrić u sistemu umetnosti, Beograd-Banja Luka, 2004, str. 207-220.
- Božanstveni Bežar ili prelepi osmeh smrti, Treći program, časopis Radio Beograda 131-132, Beograd, 2006. str. 346-351.
- Umetnik koji nije bio gospodar igre već njen sluga, Scena, časopis za pozorišnu umetnost 3-4, Novi Sad, 2007. str. 113-116.
- Oblikovanje kreativnog postupka: uticaji Maksa Rajnharta i Isidore Dankan na stvaralaštvo Mage Magazinović, Zbornik radova Fakulteta dramskih umetnosti, Časopis Instituta za pozorište, film, radio i televiziju 13-14, Beograd, 2008. str. 143-151.
- Koreografske predstave, Treći program, časopis Radio Beograda 137-138, Beograd, 2008. str. 429-431.
- Od traganja do umetničkog doživljaja, Treći program, časopis Radio Beograda 141-142, I-II, Beograd, 2009. str. 489-497.
- Sedmi beogradski festival igre, Treći program, časopis Radio Beograda 146, II, Beograd, 2010. str. 273-280.
- Dvostruki lik igre - između koreodramskog i apstraktnog, Treći program, časopis Radio Beograda 153, II, Beograd, 2012. str. 231-238.
- Разликовање традиционалне од савремене естетике игре, андрогиност модерне и савремене игре, Zbornik radova: Aktuelnost i budućnost estetike, Beograd, 2015. str. 345-356.
- Kurt Jos, uticajni graditelj nove koreodrame, Zbornik Fakulteta likovnih umetnosti, Beograd, april 2016. str. 94-107.
- Razvoj artikulisanog tela i pokreta putem vođene improvizacije, Zbornik 18. Pedagoškog foruma scenskih umetnosti, Fakultet muzičke umetnosti, Beograd, 2016.
- Koreodrama u Srbiji u 20. i 21. veku: rodna perspektiva, (knjiga) Novi Sad, 2016.
- Humanističke ideje Sonje Vukićević u koreodramama - skica za monografiju, Kultura, časopis za teoriju i sociologiju kulture i kulturnu politiku, Beograd, 2016. str. 171-182.
- Razvoj i promene igre kroz vreme I deo, Zbornik Matice srpske za scenske umetnosti i muziku 56, Novi Sad, 2017. str. 153-162.
- Razvoj i promene igre kroz vreme II deo, Zbornik Matice srpske za scenske umetnosti i muziku 57, Novi Sad, 2017. str. 85-93.
- Differentiating Between Contemporary and Traditional Dance Aesthetic, Accelerando BJMD. ISSUE 1. FEBRUARY 2016, elektronski časopis iz Srbije.
- Koreodramsko i koreografsko stvaralaštvo Mat Eka, Zbornik radova: Tradiconalno i savremeno u umetnosti i obrazovanju, Kosovska Mitrovica, 2018. str. 371-384.
- Koreodrama: rod, ples, ideologija, Zbornik radova: Tradiconalno i savremeno u umetnosti i obrazovanju, Kosovska Mitrovica, 2018. str. 385-398. (u koautorstvu sa Svenkom Savić)
- Smiljana Mandukic (1908-1992) Beginning of Modern Dance and Dance Ekspressionism in Europe, Accelerando BJMD. ISSUE 3, 2018, elektronski časopis iz Srbije.
- Maga Magazinović: moderna igra umesto doktorata iz filozofije/ Maga Magazinović: modern dance instead of a doctorate in philosophy, (knjiga) 2019.
- Moderna igra u Srbiji: njene začetnice i (ne)priznate škole, Zbornik radova sa 8. međunarodne konferencije Fakulteta za strane jezike: Jezik, književnost i igra, Beograd, 2019. str. 190-207.
- Ritmičko-koreodramski dijalog Mage Magazinović i Smiljane Mandukić, Zbornik radova sa prvog interdisciplinarnog skupa: Maga Magazinović: filozofija igre i/ili više od igre, 2019. str. 139-154.
- Svenka Savić: Hajde da počnemo dijalog i/ili kako se ostvaruju dodiri nespojivog, Zbornik radova: Svenka Savić izneđu baletske i jezičke igre, Novi Sad, 2020. str. 121-156.
- Originalni zapis koreografije Mage Magazinović: Smrt majke Jugovića - prilog proučavanju koreografskog stvaralaštva, Triptih, interdisciplinarni naučni časopis o umetnosti i kulturi, Kosovska Mitrovica, 2021.str. 132-154.
- Doprinos Margarite Froman razvoju baleta u Beogradu, Kretanja, časopis za plesnu umetnost 35-36, Zagreb, 2021. str. 103-111.
- Jovanka Bjegojević: Ptico, ne sklapaj svoja krila, (knjiga) 2022.Izdavač: Udruženje baletskih umetnika Srbije.

### Spoljašnje veze
- https://baletsko-udruzenje.rs/intervju-dr-vera-obradovic-ljubinkovic/ Архивирано на веб-сајту  (3. јануар 2022)
- https://pr.ac.rs/festival-scenskog-pokreta-i-koreodrame-u-organizaciji-fakulteta-umetnosti/
- https://www.autonomija.info/svenka-savic-igre-se-odigravaju-negde-izvan-nas.html Архивирано на веб-сајту  (3. јануар 2022)
- https://www.youtube.com/watch?v=efCa2BPlKPs
- https://www.youtube.com/watch?v=lLLUvkyQuok
- https://www.art.pr.ac.rs/index.php/aktivnosti/1487-poslanica-udruzenja-baletskih-umetnika-srbije-povodom-svetskog-dana-igre Архивирано на веб-сајту  (1. јун 2022)
- https://www.politika.rs/sr/articles/amp/506105
- https://www.rts.rs/page/magazine/sr/story/511/zanimljivosti/3536921/postanske-markice--ambasadori-srbije.html
- https://sefem.org/nagrada-andelka-milic/2023/govor-vere-obradovic-ljubinkovic-povodom-dobijanja-nagrade-andelka-milic-2023/ Архивирано на веб-сајту  (25. јун 2023)